# Maricopodynerus pulvipilus
Maricopodynerus pulvipilus är en stekelart som beskrevs av Richard Mitchell Bohart 1948. Maricopodynerus pulvipilus ingår i släktet Maricopodynerus och familjen Eumenidae. Inga underarter finns listade i Catalogue of Life.